# Jacopo Caviceo
Jacopo Caviceo, aussi appelé Giacomo Caviceo, est un ecclésiastique et écrivain italien, né à Parme le 1er mai 1443, et mort à Montecchio Emilia le 3 juin 1511 .

## Biographie
Jacopo Caviceo est le fils d'Antonio Caviceo qui appartenait à une famille noble et riche de la ville de Parme mais qui a été plusieurs fois chassée de la ville par les troubles dus aux combats entre les différentes factions. Ces combats ont entraîné la perte de la meilleure partie de ses biens et l'a réduite à faire du commerce pour réparer ses pertes.
Ses parents l'ont envoyé étudié les humanités à Bologne puis s'est appliqué au droit canonique. Son caractère bouillant l'a entraîné à des batailles nocturnes qui l'ont obligé à quitter Bologne pour son pays natal. Il y a continué ses études mais son manque d'argent pour acheter les livres nécessaires, il a passé son temps dans la bibliothèque du couvent de l'Annonciade, près de Parme. Il a embrassé l'état ecclésiastique et est parti pour Rome après avoir été promu dans les ordres. Il est revenu à Parme un an plus tard où il s'est appliqué avec succès à la prédication. Mais il est accusé d'avoir débauché une religieuse et a blessé à mort un homme. Il est alors arrêté sur ordre de l'évêque qui est le seigneur de la ville. Il a réussi à s'évader et s'enfuir à Vérone, puis à Venise où il s'est embarqué sur une galère. Il a navigué pendant trois ans dans les îles et jusqu'à Constantinople.
Il est revenu à Parme et a mené une vie plus réglée en fréquentant les savants et les personnes de qualité. Son père meurt dans ses bras dans ce temps.
L'évêque de Parme, Giovanni Antonio della Torre, ayant voulu s'attribuer de nouveaux droits et assemblé le clergé dans la cathédrale, Jacopo Caviceo a pris la parole en réfutant ses prétentions. Le clergé le choisit pour le représenter et discuter avec l'évêque. Le clergé ayant cru que l'évêque l'avait fait prisonnier, il a défoncé la porte du palais épiscopal et l'a emmené. Caviceo étant allé à Rome pour cette affaire, il a été visité par une personne et l'a tué. Le lendemain il est allé se jeter aux pieds du pape et a obtenu son absolution de son homicide. L'évêque de Parme n'ayant pas réussi à attacher Jacopo Caviceo à sa cause s'en est plaint à Galéas Sforza, duc de Milan, qui est alors maître de Parme. Il est alors relégué à Alexandrie. Après cinq mois de relégation, il est autorisé à se retirer où il voudrait, sauf dans la ville de Parme car l'évêque ne coulait pas l'y voir. Caviceo a quitté Alexandrie pour aller à Pavie rencontrer Galéas Sforza pour obtenir sa permission de retourner à Parme. 
Galéas Sforza est assassiné en 1476. Les troubles ont repris à Parme. Il s'est retiré et s'est mis au service de Pier Maria II de' Rossi qui est opposé à Ludovic Sforza. Il l'a envoyé à Venise ce qui l'a fait proscrire de Parme et la maison de son père y a été rasée. Il est resté sept ans à Venise puis s'est rendu à Corneliano auprès de Guido Rossi, fils de Pier Maria Rossi. Guido Rossi l'a envoyé en 1489 à Pordenone rencontrer l'empereur. Ce dernier l'a créé docteur en droit civil et canonique le 28 juillet 1489. À la mort de Guido Rossi, en 1490, il s'est retiré à Pordenone, puis à Rimini. Il a été alors vicaire général de l'évêque de Rimini pendant deux ans, puis de l'archevêque de Ravenne pendant sept ans. Il est ensuite passé à Ferrare, puis à Florence, ensuite à Sienne, finalement à Montecchio Emilia, dans le diocèse de Parme, où il est mort. Il a été inhumé dans la cathédrale de Parme avec pour épitaphe :
Memoriæ Jacobi Cavicæi V. C. qui vixit annis 68 M. I. D. 2. Leonardus Cavicæus Fr. & Joan. Franc. Nep. B. M.

## Publications
- Libro del Peregrino, diligentemente in lingua Toscha corretto, & novamente stampato, & hystoriato, per Nicolo Zoppino, 1520. La première édition du livre date de 1508. édition de 1526.
  - Traduction en français : Dialogue tres elegant intitule le Peregrin traictant de lhonneste et pudique amour concilie par pure et sincere vertu, traduict du vulgaire italien en langue francoyse par maistre Francoys Dassy conterouleur des Briz de la marine en Bretaigne secretaire du roi de Navarre et de très haute et illustre dame madame Loyse duchesse de Valentinois et nouvellement imprime a Paris, en 1527 (lire en ligne)
- La Lupa.
- Lo exilio di Cupido.
- La restitutione di Cupido.
- Il conflitto di Rovere.
- La vita di Pietro Maria Rossi.
- Il modo di confessar li commessi errori.